# 克難關
24°09′14″N 121°16′59″E / 24.153881°N 121.282943°E
克難關，台灣太魯閣國家公園的旅遊景點，位於花蓮縣與南投縣交界上，海拔3,179公尺。

## 歷史
日治時期，日人為興建合歡越嶺道，受山勢阻擋而開鑿隧道，故得名「石門」。日治時期結束後，國民政府遷來台灣，就開始著手計畫一條東西橫貫公路，為興建霧社支線來供應，工程人員利用炸藥將石門炸開，變成山勢陡峭且山壁裸露的風口，位置在現今的克難關。至於名稱出自於何，在坊間流傳是蔣經國所命名，但有關資料仍然缺乏，至今還需要專人一番考究才知。

## 地理
克難關是受台14甲線貫穿，聯絡起霧社與大禹嶺兩地，在大禹嶺與中橫公路連接後，可通向梨山與太魯閣，以及在霧社與台14線連接後，可通向埔里與廬山，而且克難關受合歡群峰圍繞，這些地方都屬旅遊景點，因此成為必經的旅遊動線。再者，因原有的石門被炸掉後，石門山就被克難關所分隔，並且分隔立霧溪與大甲溪兩水系，但立霧溪的河谷深峻陡峭，台14甲線行經克難關可見山壁的地層破碎，為向源侵蝕的現象所致。

## 外部連結
- 石門山步道－太魯閣國家公園 （页面存档备份，存于）